# Rula Ghani

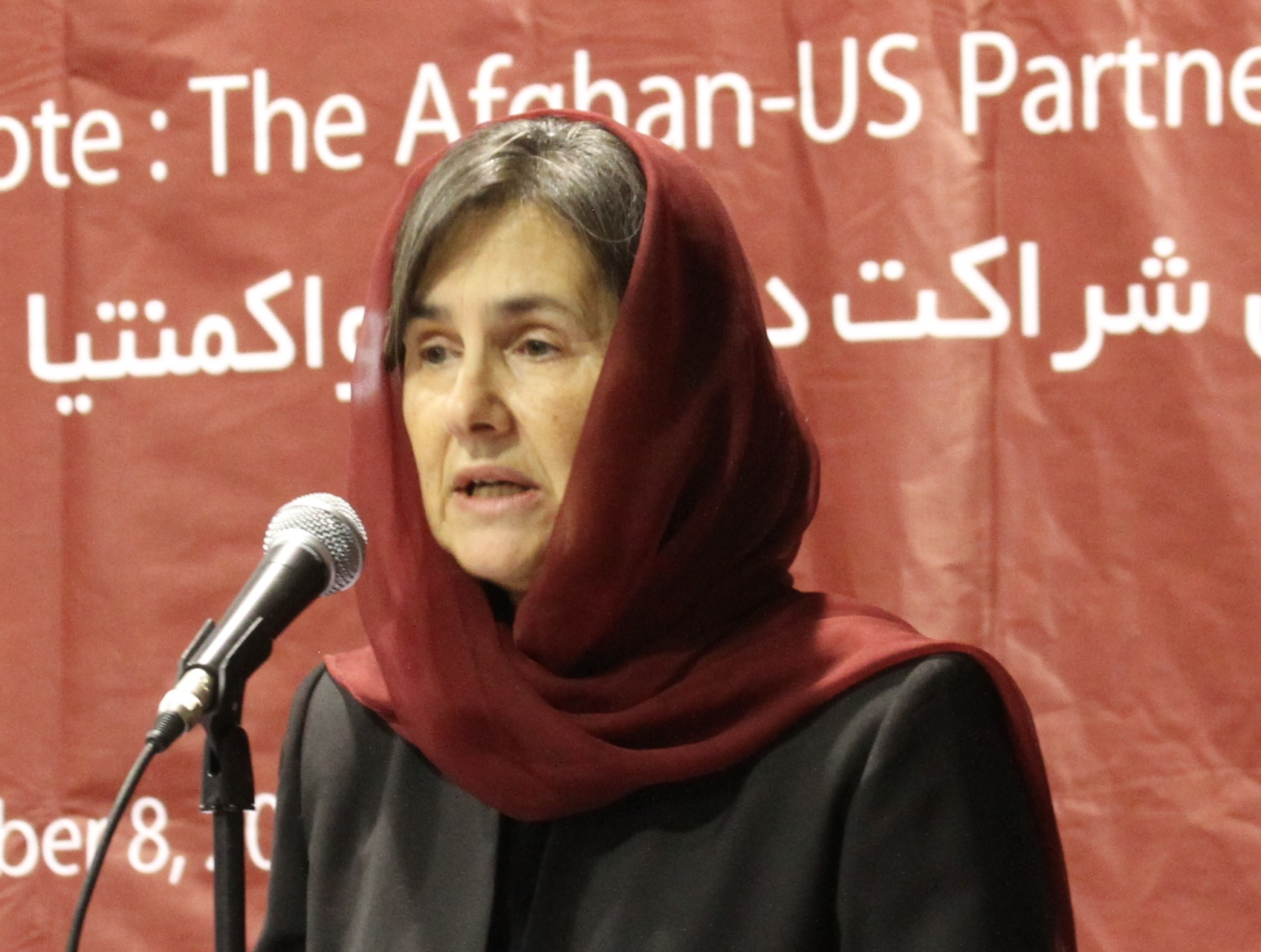
Rula Ghani

Rula Ghani (* 1948 als Rula Saade in Beirut, Libanon) ist eine afghanisch-libanesische Politikwissenschaftlerin und Journalistin. Sie ist die Ehefrau des im Exil lebenden ehemaligen afghanischen Staatspräsidenten Aschraf Ghani.

## Herkunft und Werdegang
Rula Ghani stammt aus einer christlichen libanesischen Familie. Neben der afghanischen und libanesischen besitzt sie auch die US-amerikanische Staatsbürgerschaft. Rula Ghani ist die erste christliche Präsidentengattin Afghanistans, eines Landes mit über 99,9 % muslimischem Bevölkerungsanteil.
Sie studierte Politikwissenschaften an der Amerikanischen Universität Beirut, wo sie 1973 Aschraf Ghani kennenlernte. Die 1980er und 1990er Jahre verbrachten beide in den Vereinigten Staaten. Im Jahr 1983 schloss sie ein weiteres Studium des Journalismus an der Columbia University in New York ab. 2003 zogen Rula Ghani und ihr Mann nach Afghanistan.

## First Lady von Afghanistan (2014–2021)
Als eine der wenigen Gattinnen von afghanischen Politikern präsentierte sich Rula Ghani in der Öffentlichkeit und unterstützte ihren Mann im Wahlkampf. Sie sprach auch bei Wahlkampfveranstaltungen und wurde als erste First Lady Afghanistans von ihrem Mann in seiner Antrittsrede lobend erwähnt, was im Land für große Aufmerksamkeit sorgte und in den Medien als „Tabubruch“ gewertet wurde. Afghanische Frauenrechtler begrüßten ihre Präsenz und äußerten die Erwartung, dass sie zu einer positiven Frauenpolitik beitragen wird.
Am 15. August 2021 floh Ghani zusammen mit ihrem Ehemann über Tadschikistan ins Exil in die Vereinigten Arabischen Emirate, nachdem die Taliban bis nach Kabul vorrückten und den Präsidentenpalast unter ihre Kontrolle brachten.

## Privates
Rula Ghani ist seit 1975 mit Aschraf Ghani verheiratet. Das Paar hat zwei Kinder. Die Tochter Mariam Ghani ist als Künstlerin und Autorin in den USA tätig. 
Ghani spricht mehrere Sprachen fließend, darunter Englisch, Französisch, Arabisch, Paschtu und Dari.